# Last of the Mobile Hot Shots
Last of the Mobile Hot Shots is een Amerikaanse dramafilm uit 1970 onder regie van Sidney Lumet. Het scenario is gebaseerd op het toneelstuk Seven Descents of Myrtle (1968) van de Amerikaanse auteur Tennessee Williams.

## Verhaal
Jeb Thornton en Myrtle Kane trouwen in een televisieprogramma, nadat ze elkaar pas hebben leren kennen. Ze trekken samen in het ouderlijk huis van Jeb. Daar woont ook zijn halfbroer Chicken.

## Rolverdeling
| Acteur        | Personage     |
| ------------- | ------------- |
| James Coburn  | Jeb Thornton  |
| Lynn Redgrave | Myrtle Kane   |
| Robert Hooks  | Chicken       |
| Perry Hayes   | George        |
| Reggie King   | Rube Benedict |